# Cambarus reburrus
Espèce
Synonymes
- Cambarus (Puncticambarus) reburrus Prins, 1968[2]

Statut de conservation UICN

 LC  : Préoccupation mineure
Cambarus reburrus est une espèce d'écrevisses de la famille des Cambaridae endémique des États-Unis.

## Systématique
L'espèce Cambarus reburrus a été décrite en 1968 par Rudolph Prins (d).

## Étymologie
Son épithète spécifique, du latin reburrus, « aux cheveux hérissés », lui a été donnée en référence à la présence de soies sur ses chélipèdes et autres parties. 

## Publication originale
- (en) Rudolph Prins, « A New Crayfish of the Genus Cambarus from North Carolina (Decapoda, Astacidae)en », Journal of the Elisha Mitchell Scientific Society, Chapel Hill, Elisha Mitchell Scientific Society (d) et North Carolina Academy of Science (d), vol. 84, no 4,‎ 1968, p. 458-461 (ISSN 0013-6220 et 2573-1130, OCLC 1567791, JSTOR 24334792).